# Synandrospadix
Synandrospadix é um género botânico pertencente à família Araceae.